# Кастел'Аркуато
Кастѐл'Аркуа̀то (на италиански: Castell'Arquato, на местен диалект Castèl Arcuà, Кастел Аркуа) е малко градче и община в северна Италия, провинция Пиаченца, регион Емилия-Романя. Разположено е на 224 m надморска височина. Населението на общината е 4728 души (към 2010 г.).